# Achillea nana
il millefoglio nano (nome scientifico  Achillea nana   L., 1753) è una specie di pianta angiosperma dicotiledone della famiglia delle Asteraceae (sottofamiglia Asteroideae, tribù Anthemideae (Eurasian grade) e sottotribù Matricariinae).

## Etimologia
Il nome del genere è stato fissato da Linneo e deriva dalla credenza che Achille avesse usato queste piante durante l'assedio di Troia (così racconta Plinio) per curare le ferite insanabili di Telefo, dietro consiglio di Venere, avendo appreso da Chirone le virtù medicinali delle stesse.. L'epiteto specifico (nana) deriva dal greco "nannos" (= piccolo).
Il nome scientifico della specie è stato definito dal botanico Carl Linnaeus (1707-1778) nella pubblicazione " Species Plantarum" ( Sp. Pl. 2: 899) del 1753.

## Descrizione

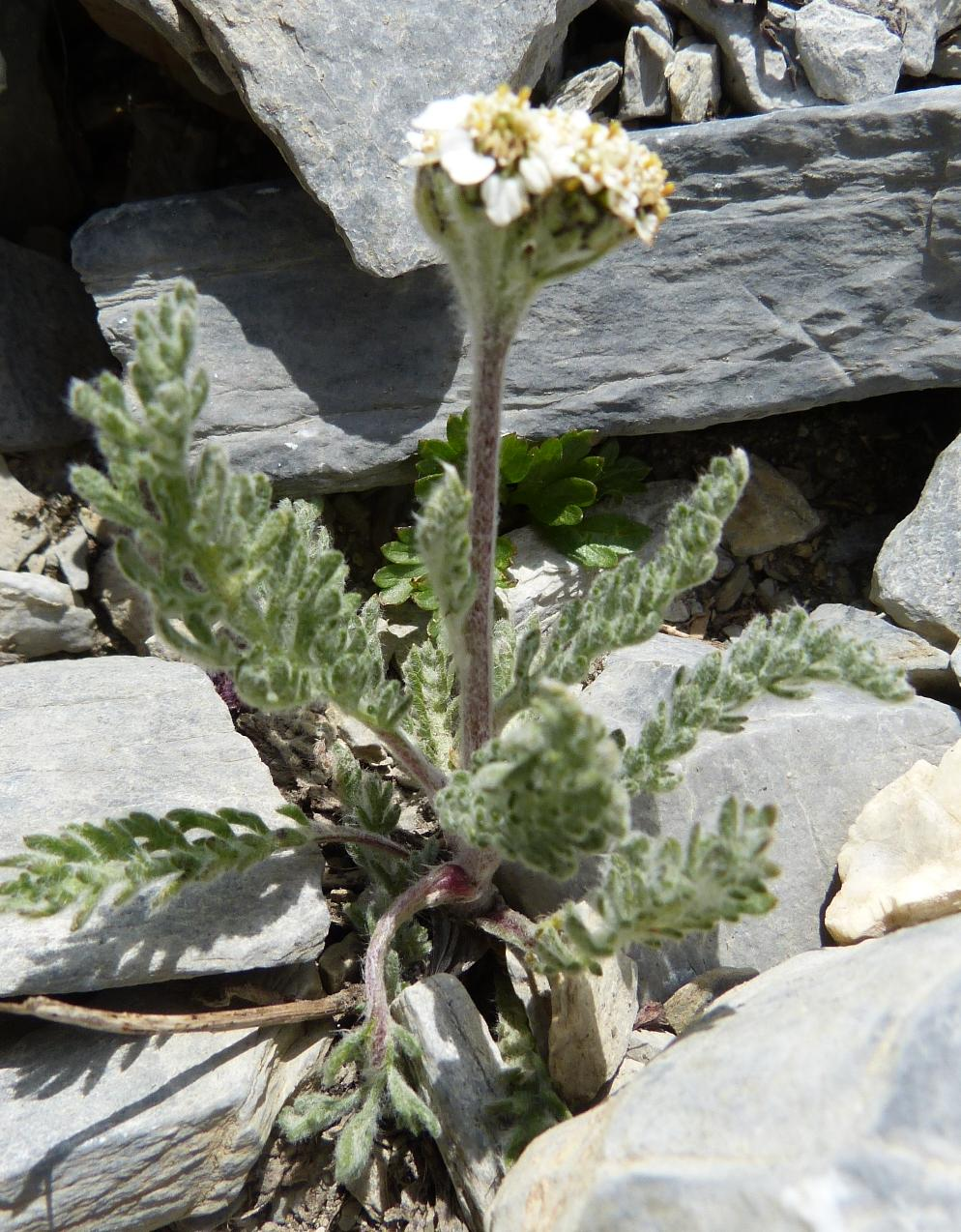
Il portamento

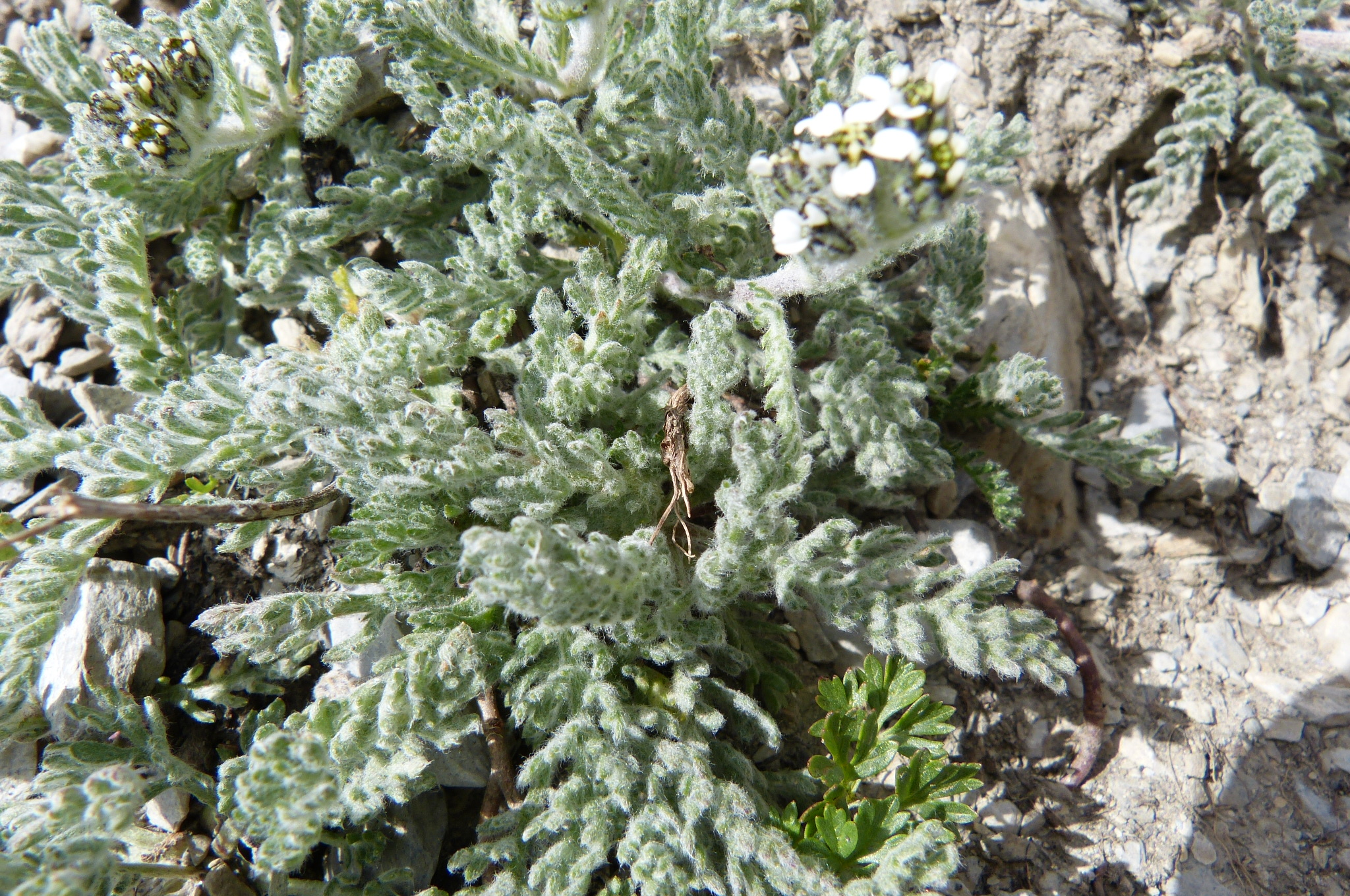
Le foglie

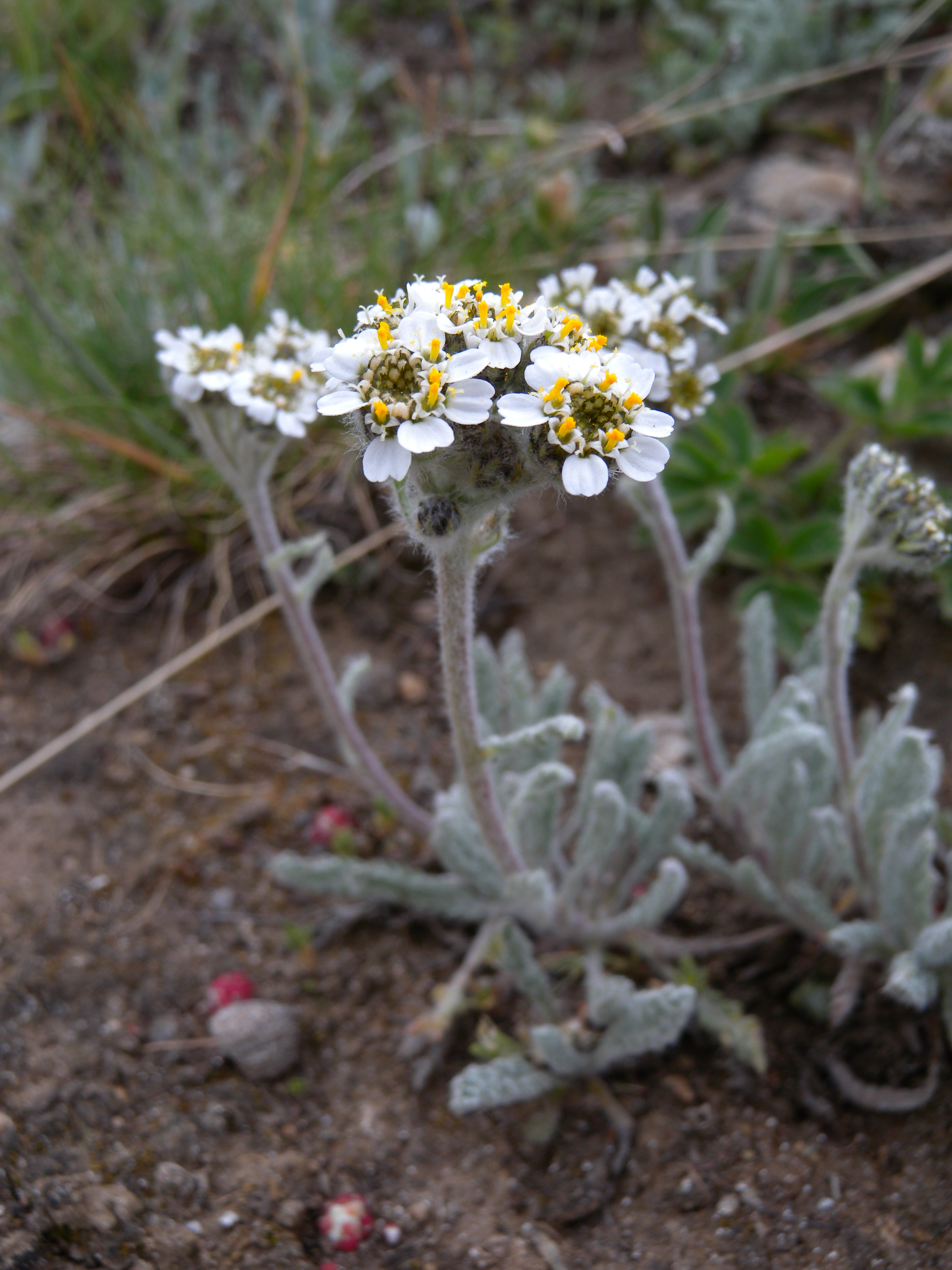
Infiorescenza

Portamento. La specie di questa voce è una pianta erbecea perenne con indumento grigio-tomentoso lanoso-irsuto. La forma biologica è emicriptofita scaposa (H scap), ossia in generale sono piante erbacee, a ciclo biologico perenne, con gemme svernanti al livello del suolo e protette dalla lettiera o dalla neve e sono dotate di un asse fiorale eretto e spesso privo di foglie. Le foglie sono fortemente aromatiche.
Fusto. I fusti ipogei sono del tipo a rizoma; mentre la parte epigea è eretta, ascendente con getti basali striscianti. In generale l'aspetto delle piante è densamente cespitoso. Altezza media: 5 - 10 cm.
Foglie. Le foglie hanno una disposizione alterna. La forma del perimetro è lanceolato; il tipo è bipennato. I segmenti sono sottili e ravvicinati, si toccano sui bordi. Dimensioni delle foglie: 0,5-1 x 3-6 cm.
Infiorescenza. Le sinflorescenze, subglabre, sono formate da pochi capolini calatidi dal diametro di pochi millimetri raccolti in modo corimboso molto denso; raramente sono solitari. Le infiorescenze vere e proprie sono composte da un capolino terminale peduncolato di tipo radiato. I capolini sono formati da un involucro, con forme ovoidi, composto da diverse brattee, al cui interno un ricettacolo fa da base ai fiori di due tipi: fiori del raggio e fiori del disco. Le brattee, irsute e bordate di nero, sono disposte in modo più o meno embricato su più serie (da 2 a 3). Il ricettacolo è piatto o da emisferico a conico, ed è provvisto di pagliette trasparenti a protezione della base dei fiori. Diametro dell'involucro: 5 mm.
Fiori.  I fiori sono tetra-ciclici (formati cioè da 4 verticilli: calice – corolla – androceo – gineceo) e pentameri (calice e corolla formati da 5 elementi). Si distinguono in:
- fiori del raggio (esterni): da 6 a 8 per capolino, sono femminili, fertili e sono disposti su una serie; la forma è ligulata (zigomorfa); a volte possono mancare o essere sterili;
- fiori del disco (centrali): sono più numerosi con forme brevemente tubulose (attinomorfe); sono ermafroditi e fertili.

- Formula fiorale:

*/x K {\displaystyle \infty }, [C (5), A (5)], G 2 (infero), achenio
- Calice: i sepali del calice sono ridotti ad una coroncina di squame.

- Corolla:

- fiori del raggio: la forma della corolla alla base è piatta/tubulosa, mentre all'apice è ligulata; la ligula può terminare con 3 denti; il colore è bianco; lunghezza delle ligule: 3 mm;
- fiori del disco: la forma della corolla è tubulare bruscamente divaricata in 5 lobi ed è lievemente zigomorfa in quanto due lobi sono più larghi degli altri; i lobi, patenti o eretti, hanno una forma deltata; il colore è bianco-grigiastro.

- Androceo: l'androceo è formato da 5 stami (alternati ai lobi della corolla) sorretti da filamenti generalmente liberi con un collare a forma di balaustra; gli stami sono connati e formano un manicotto circondante lo stilo. Le antere possono essere sia di tipo basifissa che medifissa (ossia attaccate al filamento per la base – nel primo caso; oppure in un punto intermedio – nel secondo caso).[14] Questa caratteristica ha valore tassonomico in quanto distingue i generi gli uni dagli altri. Il tessuto endoteciale (rivestimento interno dell'antera) non è polarizzato. Il polline è sferico con un diametro medio di circa 25 micron;  è tricolporato (con tre aperture sia di tipo a fessura che tipo isodiametrica o poro) ed è echinato (con punte sporgenti).

- Gineceo: l'ovario è infero uniloculare formato da 2 carpelli. Lo stilo (il recettore del polline) è profondamente bifido (con due stigmi divergenti) e con le linee stigmatiche marginali separate o contigue. I due bracci dello stilo hanno una forma troncata e possono essere papillosi o ricoperti da ciuffi di peli.

- Antesi: da luglio a settembre.

Frutti. I frutti sono degli acheni privi di pappo. La forma è obovoide dorsoventralmente compressa quasi appiattita con 2 coste laterali e raramente con una addizionale costa adassiale. L'apice è arrotondato. Il pericarpo può possedere alcune cellule mucillaginifere con o senza sacche longitudinali di resina.

## Biologia
Impollinazione: tramite insetti (impollinazione entomogama tramite farfalle diurne e notturne).

Riproduzione: la fecondazione avviene fondamentalmente tramite l'impollinazione dei fiori.

Dispersione: i semi cadono a terra e vengono dispersi soprattutto da insetti come formiche (disseminazione mirmecoria). Un altro tipo di dispersione è zoocoria: gli uncini delle brattee dell'involucro (se presenti) si agganciano ai peli degli animali di passaggio che portano così i semi anche su lunghe distanze. Inoltre per merito del pappo (se presente) il vento può trasportare i semi anche per alcuni chilometri (disseminazione anemocora).

## Distribuzione e habitat

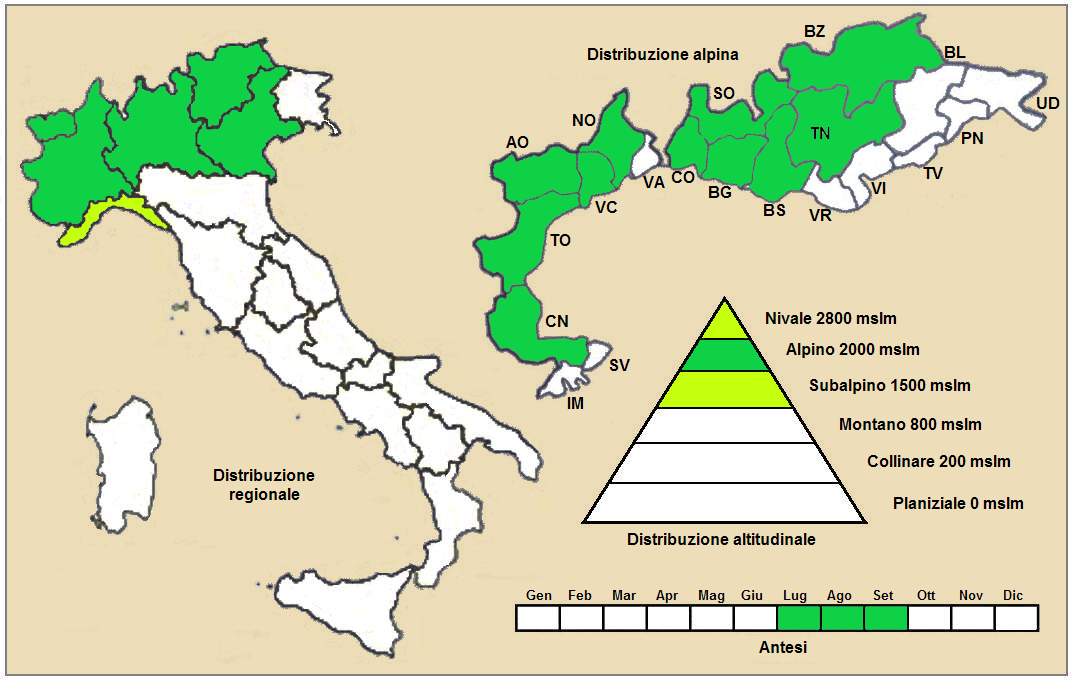
Distribuzione della pianta (Distribuzione regionale – Distribuzione alpina)

Geoelemento: il tipo corologico (area di origine) è  Endemico - Ovest Alpico.

Distribuzione: in Italia questa specie si trova raramente nelle Alpi. Fuori dall'Italia, sempre nelle Alpi, questa specie si trova in Francia e Svizzera.

Habitat: l'habitat tipico per queste piante sono le rupi, le pietraie e le ghiaie consolidate. Il substrato preferito è siliceo con pH acido, bassi valori nutrizionali del terreno che deve essere mediamente umido. 

Distribuzione altitudinale: sui rilievi alpini, in Italia, queste piante si possono trovare a quote comprese tra 1800-3000 m s.l.m.; nelle Alpi frequentano quindi i seguenti piani vegetazionali: alpino e in parte quello subalpino e nivale. 

## Fitosociologia

### Areale alpino
Dal punto di vista fitosociologico alpino la specie di questa voce appartiene alla seguente comunità vegetale:
Formazione: delle comunità delle fessure, delle rupi e dei ghiaioni
Classe: Thlaspietea rotundifolii
Ordine: Drabetalia hoppeanae
Alleanza: Drabion hoppeanae

## Sistematica
La famiglia di appartenenza di questa voce (Asteraceae o Compositae, nomen conservandum) probabilmente originaria del Sud America, è la più numerosa del mondo vegetale, comprende oltre 23.000 specie distribuite su 1.535 generi, oppure 22.750 specie e 1.530 generi secondo altre fonti (una delle checklist più aggiornata elenca fino a 1.679 generi). La famiglia attualmente (2021) è divisa in 16 sottofamiglie; la sottofamiglia Asteroideae è una di queste e rappresenta l'evoluzione più recente di tutta la famiglia.

### Filogenesi
Il gruppo di questa voce è descritto nella tribù Anthemideae, una delle 21 tribù della sottofamiglia Asteroideae). In base alle ultime ricerche nella tribù sono stati individuati (provvisoriamente) 4 principali lignaggi (o cladi): "Southern hemisphere grade", "Asian-southern African grade", "Eurasian grade" e "Mediterranean clade". Il genere Achillea (insieme alla sottotribù Matricariinae) è incluso nel clade Eurasian grade.
Il genere Achillea contiene oltre un centinaio di specie per cui è stato suddiviso in 5 sezioni. La specie di questa voce fa parte della sezione  Ptarmica (Mill.) W. Koch.
Nella "Flora d'Italia" le specie spontanee di Achillea sono suddivise in due sottogeneri, 7 sezioni e alcuni aggregati.  A. nana appartiene alla quarta sezione caratterizzata da sinflorescenze formate da numerosi corimbi, 6-12 fiori ligulati, foglie 1-2-pennatosette grigio-tomentose.
I caratteri distintivi della specie  Achillea nana  sono:
- l'indumento delle piante è tomentoso lanoso-irsuto;
- i segmenti delle foglie sono ravvicinati e si toccano sui bordi.

Il numero cromosomico delle specie di questa voce è: 2n = 18.

### Sinonimi
Sono elencati alcuni sinonimi per questa entità:
- Achillea nana var. conferta  Heimerl
- Achillea nana var. laxiuscula  Heimerl
- Ptarmica nana  DC.